# Code géographique du Maroc
Le Code géographique du Maroc est l'une des nomenclatures établies par le Haut-commissariat au plan, « faisant autorité et servant de référence à une multitude de disciplines ».

## Le Code géographique publié
Au vu du dernier Code géographique mis à disposition du public, qui a servi de base au recensement général de la population et de l'habitat de 2004, cette nomenclature rassemble les libellés et les codes de zones géographiques délimitées qui correspondent à la majorité des unités administratives du pays ; les unités administratives concernées sont les régions, les préfectures et provinces, les cercles, les communes ainsi que les arrondissements communaux dont sont dotées les villes de plus de 500 000 habitants (Casablanca, Rabat, Marrakech, Salé, Fès et Tanger), et leurs codes reposent sur : 
- deux chiffres pour les régions (collectivités territoriales) ;
- trois pour les préfectures ou provinces (collectivités territoriales et circonscriptions déconcentrées) ;
- cinq pour les cercles (circonscription déconcentrées) ;
- sept pour les communes (collectivités territoriales) sans arrondissements communaux ou pour les arrondissements communaux des villes précitées.

Les données d'une telle nomenclature sont régulièrement mises à jour afin de refléter les fusions, scissions, disparitions ou créations d'unités. Ainsi le prochain code publié devrait intégrer les changements intervenus depuis le dernier recensement de 2004, tels que ceux au niveau des communes en 2008, ou portant sur la création de nouvelles provinces en 2009,.

## Codes des centres urbains
À l'occasion de chaque recensement décennal, des centres urbains de communes rurales sont délimités pour mieux évaluer la réalité urbaine — ces localités venant s'ajouter à celles administrativement définies comme des villes (communes urbaines, dites aussi municipalités) — et se voient également attribuer un code par le Haut-commissariat au plan ; le code de ces unités purement statistiques, comme le révèle l'examen des résultats officiels du dernier recensement de 2004, repose sur huit chiffres.